# Smartphones von Poco
Poco ist eine Submarke des chinesischen Smartphoneherstellers Xiaomi und produziert Smartphones der Einsteiger- und Mittelklasse.

Poco-Logo

## F-Reihe

### Pocophone F1
Das Pocophone F1 wurde im September 2018 vorgestellt. Das 6,18 Zoll große und 128 Gramm schwere Smartphone verfügt über IPS-LC-Display, eine Dual-Kamera auf der Rückseite, Sensoren 5 und 12 Megapixel, eine 20 Megapixel-Frontkamera sowie einen 4000 mAh starken Akku. Als Prozessor kommt der Qualcomm Snapdragon 845 zusammen mit 6 GB RAM, der Interne Speicher ist 128 GB groß. Das Smartphone verfügt außerdem über einen Klinkenanschluss, USB Type-C, Dual SIM, Speichererweiterung über Nano-SIM, Fingerabdrucksensor aber kein NFC.

### Poco F2 Pro
Das Poco F2 Pro wurde im Mai 2020 vorgestellt und löst das Pocophone F1 ab. Das Gerät ist 6,67 Zoll groß, 218 Gramm schwer und besitzt ein Super-AMOLED-Display. Die Kamera auf der Rückseite ist eine Quad-Kamera, Sensoren 64, 13, 5 und 2 Megapixel, sowie eine 20 Megapixel Frontkamera. Das Smartphone verfügt über 6 GB Arbeitsspeicher und 128 GB internen Speicher, die Leistung kommt vom Prozessor Qualcomm Snapdragon 865, der Akku ist 4.700 mAh groß. Das Poco F2 Pro besitzt außerdem einen 3,5-mm-Klinkenanschluss, Bluetooth 5.1, NFC, USB Type-C 2.0, Dual-Sim, Speichererweiterung via Nano-SIM, eine IP-Zertifizierung (Wasser- und Staubschutz) fehlt jedoch.

### Poco F3
Das Poco F3 wurde im Mai 2021 präsentiert. Das Smartphone ist wie auch schon das Poco F2 Pro 6,67 Zoll groß, wiegt aber nur 196 Gramm. Das Super-AMOLED-Display besitzt eine Auflösung von 2400 × 1080 Pixel und hat eine Bildwiederholrate von 120 Hertz. Die Hauptkamera ist eine Triple-Kamera, der Hauptsensor ist 48 Megapixel groß, die Frontkamera verfügt über 20 Megapixel. 6 GB bzw. 8 GB Arbeitsspeicher und der Prozessor Qualcomm Snapdragon 870 5G kommen zum Einsatz, beim internen Speicher stehen 128 GB bzw. 256 GB zur Verfügung, der Akku besitzt eine Kapazität von 4520 mAh. Das Poco F3 unterstützt den Mobilfunkstandard 5G, Wi-FI 6, Bluetooth 5.1 und NFC, darüber hinaus verfügt es über USB Type-C 2.0 und Dual-Sim. Der interne Speicher ist nicht erweiterbar, es besitzt keine IP-Zertifizierung und der Klinkenanschluss entfällt.

## X-Reihe

### Poco X3 NFC
Das Poco X3 NFC ist ein Smartphone der günstigen Mittelklasse und wurde im September 2020 vorgestellt. Das 215 Gramm schwere Gerät besitzt ein 6,67 Zoll großes LC-Display mit einer Bildwiederholrate von 120 Hertz. Auf der Rückseite befindet sich die Kamera mit vier Sensoren und jeweils 64, 13, 2, und 2 Megapixel, sowie eine 20 Megapixel Frontkamera. Der Akku ist 5160 mAh groß und wird mit 33 Watt geladen, als Prozessor dient der Qualcomm Snapdragon 732G und dazu 6 GB Arbeitsspeicher, sowie 64 GB oder 128 GB interner Speicher. Das Smartphone verfügt über USB Type-C, Dual-SIM, Speichererweiterung durch eine SD-Karte bis zu 256 GB, NFC und eine IP53-Zertifizierung.

### Poco X3 Pro
Das Poco X3 Pro kam im März 2021 auf den Markt. Die Abmessungen, das Gewicht, das Display der Akku, die Internetverbindung, Dual-Sim, die Speichererweiterung und etwa auch der Klinkenanschluss und der USB Type-C-2.0-Anschluss sind gleich zum Poco X3. Unterschiede finden sich dann aber beim Prozessor, hier wird der Qualcomm Snapdragon 860 verbaut, außerdem gibt es zusätzlich eine Version mit 8 GB Arbeitsspeicher, beim internen Speicher entfällt im Vergleich die Variante mit 64 GB, stattdessen wird zusätzlich eine Version mit 256 GB internem Speicher angeboten. Auch die Kamera unterscheidet sich, so ist der Hauptsensor 48 Megapixel groß. Videoaufnahme als auch Frontkamera unterscheiden sich aber im Vergleich zum Poco X3 NFC nicht.

### Poco X5
Das Poco X5 wurde im Februar 2023 vorgestellt. Es verfügt über ein 6,67 Zoll großes AMOLED-Display mit einer Auflösung von 2400×1080 Pixel und einer Bildwiederholrate von 120 Hertz, gefertigt aus Corning Gorilla Glass 3. Die Kamera verfügt über drei Linsen, mit 48, 8 und 2 Megapixel, die Frontkamera mit 13 Megapixel. Als Prozessor kommt der Qualcomm Snapdragon 695, dazu kommen 6 bzw. 8 GB LPDDR4X-Arbeitsspeicher. Der 128 bzw. 256 GB große interne UFS 2.2-Speicher kann mittels Nano-SIM erweitert werden. Der Akku hat eine Kapazität von 5000 mAh und kann kabelgebunden mit 33 Watt geladen werden, kabelloses Laden wird nicht unterstützt. Die Abmessungen des Poco X5 sind 165,88 × 76,21 × 7,98 mm, das Smartphone ist 189 Gramm schwer. Das Poco X5 verfügt über Hybrid-SIM, Bluetooth 5.1, NFC, eine Infrarot-Schnittstelle sowie einen 3,5-mm-Klinkenanschluss und unterstützt den Mobilfunkstandard 5G, entsperrt werden kann das Smartphone über einen Fingerabdrucksensor an der Seite. Bei Marktstart war das aktuelle Betriebssystem Android 12 mit der Benutzeroberfläche MIUI.

### Poco X5 Pro
Das Poco X5 Pro wurde ebenfalls im Februar 2023 vorgestellt. Das Smartphone verfügt auch über ein 6,67 Zoll großes AMOLED-Display mit einer Auflösung von 2400×1080 Pixel und einer Bildwiederholrate von 120 Hertz, gefertigt aus Corning Gorilla Glass 5. Die Kamera verfügt wieder über drei Linsen, mit 108, 8 und 2 Megapixel, die Frontkamera mit 16 Megapixel. Als Prozessor verbaut Poco den Qualcomm Snapdragon 778, dazu kommen 6 bzw. 8 LPDDR4X-Arbeitsspeicher sowie 128 bzw. 256 interner UFS 2.2-Speicher. Der Akku hat eine Kapazität von 5000 mAh und kann kabelgebunden mit 67 Watt geladen werden, Wireless Charging wird ebenfalls nicht unterstützt. Die Abmessungen des Poco X5 Pro sind 162,91×76,03×7,9, das Smartphone ist 181 Gramm schwer. Das Poco X5 Pro verfügt über Dual-SIM, Bluetooth 5.2, NFC, eine Infrarot-Schnittstelle, einen 3,5-mm-Klinkenanschluss und Stereolautsprecher, es unterstützt WiFi 6 und den Mobilfunkstandard 5G, entsperrt werden kann das Smartphone wieder durch einen Fingerabdrucksensor an der Seite. Bei Marktstart war das aktuelle Betriebssystem Android 12 mit der Benutzeroberfläche MIUI.

## M-Reihe

### Poco M3
Das Poco M3 ist ein Smartphone der Mittelklasse und wurde im November 2020 vorgestellt. Es hat ein 6,53 Zoll großes Display und wiegt 198 Gramm. Die Hauptkamera hat drei Sensoren: 48, 2 und 2 Megapixel, die Frontkamera verfügt über einen 8-Megapixel-starken Sensor. Der Akku ist 6000 mAh groß, verbaut ist der Prozessor Qualcomm Snapdragon 662, dazu kommen 4 GB RAM und 64 GB interner Speicher. Das Gerät besitzt USB Type-C, Dual-SIM, Speichererweiterung über Nano-SIM bis zu 512 GB.

### Poco M3 Pro 5G
Das Poco M3 Pro 5G ist ein Mittelklassesmartphone, das im Mai 2021 vorgestellt wurde. Es hat ein 6,5 Zoll großes 90 Hz FHD+ Display und wiegt 190 Gramm. Die Hauptkamera verfügt über drei Sensoren, nämlich einem 48 Megapixel Hauptsensor, einem 2 Megapixel Tiefensensor und einer 2 Megapixel Makrolinse. Der Akku misst eine Kapazität von 5000 mAh, der verbaute Prozessor ist ein MediaTek Dimensity 700. Dazu kommt nach Wahl ein 4 oder 6 GB großer Arbeitsspeicher und 64 oder 128 GB Flash-Speicher. Das Gerät verfügt über eine USB Type-C Schnittstelle, außerdem ist ein Dual-SIM Betrieb und eine Speichererweiterung möglich.

### Poco M4 Pro
Das Poco M4 Pro ist seit März 2022 erhältlich. Es verfügt über ein 6,43 Zoll großes 90 Hertz AMOLED-Display. Die Hauptkamera löst mit 64 MP und die Frontkamera mit 16 MP auf. Der Akku misst eine Kapazität von 5000 mAh, der verbaute Prozessor ist der MediaTek Helio G96. Dazu kommen jeweils 6 GB Arbeitsspeicher und 128 GB Flash-Speicher oder 8 GB Arbeitsspeicher und 256 GB Flash-Speicher. Das Gerät verfügt außerdem über einen NFC-Chip, eine Speichererweiterung mittels SD-Karte ist möglich.

### Poco M4 Pro 5G
Das Poco M4 Pro 5G ist ein Smartphone der Mittelklasse, das im November 2021 vorgestellt wurde. Es hat ein 6,6 Zoll großes 90 Hz FHD+ Display und wiegt 195 Gramm. Die Hauptkamera hat fünf Sensoren, davon besitzt der Hauptsensor 50 Megapixel. Der Akku misst eine Kapazität von 5000 mAh, der verbaute Prozessor ist ein MediaTek Dimensity 810. Dazu kommt nach Wahl ein 4 oder 6 GB großer Arbeitsspeicher und 64 oder 128 GB Flash-Speicher. Das Gerät verfügt über eine USB Type-C Schnittstelle, außerdem ist ein Dual-SIM Betrieb und eine Speichererweiterung möglich. Des Weiteren kommen der neuste Mobilfunkstandard 5G und ein NFC-Chip dazu.

### Poco M5
Das Poco M5 wurde im September 2022 vorgestellt. Das Smartphone bietet ein 6,58 Zoll großes Display und wiegt etwa 201 Gramm. Das IPS-LC-Display hat eine Auflösung von 1080 × 2408 Pixeln. Die Hauptkamera des Poco M5 besteht aus einer Triple-Kamera, wobei der Hauptsensor eine Auflösung von 50 Megapixeln aufweist. Der Prozessor ist ein MediaTek Helio G99. Neben 4 GB Arbeitsspeicher stehen 64 GB oder 128 GB interner Speicher zur Verfügung. Der Akku des Poco M5 hat eine Kapazität von 5000 mAh. Das Poco M5 verfügt über einen USB Type-C 2.0 Anschluss und Dual-SIM-Funktionalität. Das Speicher kann durch eine microSD erweitert werden. Über eine IP-Zertifizierung verfügt das Gerät nicht.